# بیلگه زوبو
بیلگه زوبو (انگلیسی: Bilge Zobu؛ زادهٔ ۷ سپتامبر ۱۹۳۲) بازیگر اهل ترکیه است.
از فیلم‌ها یا برنامه‌های تلویزیونی که وی در آن نقش داشته‌است می‌توان به فرشته سپید اشاره کرد.